# Jan Linzel (1918-2009)
Jan Linzel (Zaandam, 18 augustus 1918 - Voorburg, 6 februari 2009) was een Nederlands militair en Engelandvaarder. Hij was een zoon van Herman Linzel (1886-1955), directeur van de stoomouwelfabriek van de firma De Vries & Co in Zaandam waar later ook snoepwaren geproduceerd werden.

## De oorlogsjaren

### Mei 1940
Linzel trad in 1938 in dienst bij de Koninklijke Landmacht. Toen de Tweede Wereldoorlog uitbrak in mei 1940 was Vaandrig Jan Linzel sectiecommandant bij I-18 RI. Dit bataljon verdedigde het meest noordelijke deel van de Grebbelinie, van Eembrugge tot aan het IJsselmeer, achter de daar aanwezige, zeer brede inundatie.

### Naar Engeland
Na de capitulatie ging Linzel werken voor de Nederlandse Opbouwdienst o.a. met Cees Waardenburg uit Schipluiden, Frederik Stumpff en E. E. Daniëls. In 1941 nam hij ontslag en ging in Den Haag bij een accountantskantoor werken. Samen met Waardenburg, die in Den Haag bij de Crisis Controle Dienst werkte, maakte hij plannen om naar Engeland te gaan. Waardenburg kende een binnenschipper uit Schipluiden, Sietse Pieter Rienksma, die een 40-tons motorschip had. Ze kregen extra brandstof via Anton Schrader, kaarten en getij-tabellen kregen ze van John Osten. Theo Vrins, Bram van der Stok en Rudy Burgwal sloten zich aan bij de groep, en er was voor valse identiteitspapieren gezorgd. De overtocht kon beginnen. Het schip heette 'Nooit Volmaakt', en liep vast op een zandbank. Ze werden door Duitsers ontdekt, maar mochten met vloed weer terug varen.
Bij de tweede poging werden Vrins en Van der Stok vervangen door Stumpff, Daniëls, Dick ter Beek en Herman Pieter Wiltkamp. Waardenburg vond een motorboot bij Amsterdam, die voor 2000 gulden te koop was. Deze werd verstopt in de 'Nooit Volmaakt'. Op 2 september 1941 voeren zij naar Rozenburg, maar daar lukte het niet de motorboot te water te laten. De nacht van 3 september lukte het toch. De boot werd met riet gecamoufleerd en met een peddel werd de tocht richting Noordzee gestart. Toen ze door Duitsers vanaf de wal werden aangeroepen, werd besloten de motor aan te zetten. Ze ontsnapten en bereikten Engeland.

### Commando
Jan Linzel kwam terecht bij de Prinses Irene Brigade. Op 22 maart 1942 is Linzel een van de 48 vrijwilligers (8 officieren, 17 onderofficieren, 4 korporaals en 19 soldaten) van de Prinses Irene Brigade die beginnen aan de vooropleiding bij No. 3, No. 4, No. 9 en No. 12 Commando en daarna in mei 1942 de commandotraining volgen in het “Commando Basic Training Centre” in Achnacarry in de Schotse Hooglanden, waar sinds februari 1942 het “Commando Training Depot” gevestigd is.
Linzel en 24 anderen voltooiden de opleiding, en werden geplaatst bij de op 29 juni 1942 opgerichte No. 2 (Dutch) Troop gevormd die wordt geplaatst bij No.4 Commando in Troon. De eerste commandant van No. 2 Dutch Troop wordt reserve eerste luitenant Piet Mulders en als officieren worden de reserve tweede luitenants Carel Ruijsch van Dugteren, Maarten Knottenbelt en Jan Linzel en toegevoegd. Op 16 juli worden ze overgeplaatst naar Portmadoc in Noord-Wales waar No. 2 Dutch Troop bij No. 10 (Inter-Allied) Commando wordt ingedeeld. Daar werd Linzel bevorderd tot kapitein en werd hij commandant van No. 2 Dutch Troop.

### Verre Oosten
Door zijn initiatief bereikte hij met prins Bernhard bij Lord Mountbatten dat No. 2 Dutch Troop ingezet werd in het Verre Oosten, en de eventuele bevrijding van Nederlands-Indië. In december vertrok de eenheid naar Bombay, waar ze na aankomst half januari 1944 werd toegevoegd aan de Britse 3 Commando Brigade.
Slechts enkele leden van No. 2 Dutch Troop kwamen daar, gedetacheerd bij Britse onderdelen, in actie in Birma, maar Linzel zelf is daar niet bij. In juli 1944 keerde No. 2 Dutch Troop terug naar Engeland om ingezet te worden bij de bevrijding.:p146/147

### Market Garden
Half september 1944 werden de leden van No. 2 Dutch Troop verspreid over de geallieerde eenheden ingezet bij Operatie Market Garden, Linzel zelf werd ingezet bij de 52e Britse (Low-land) Divisie, die bestemd was om na het slagen van de actie bij Arnhem naar het vliegveld Deelen te worden vervoerd. Dit deel van Market Garden kon uiteindelijk niet uitgevoerd worden. Op 4 oktober 1944 werd Linzel bij de staf van het 1e Britse Luchtlandingskorps ingedeeld.

### Infatuate
Op 1 november 1944 werd Linzel met No. 2 Dutch Troop ingezet bij Operatie Infatuate, de landing op Walcheren. Weer werden de leden van No. 2 Dutch Troop verspreid over de geallieerde eenheden, waarbij Linzel aan No. 47 (Royal Marine) Commando werd toegevoegd en met hen deelnam aan Operatie Infatuate II, de amfibische landing bij Westkapelle en de daarop volgende gevechten.:p173

## Na de oorlog
Linzel bleef in het leger en werd liaisonofficier in Londen. Later ontwikkelde hij opleidingen voor de Nederlandse troepen in Nederlands-Indië.
Ook heeft hij tactiek en strategie gedoceerd aan de Koninklijke Militaire Academie en lesgegeven aan de Hogere Krijgsschool.

### Korea
Op 26 oktober 1950 vertrok kap. Linzel met een het NDVN vanuit Rotterdam naar (Korea, waar vier maanden eerder de Koreaanse Oorlog was uitgebroken. Het NDVN bataljon bestond uit 631 militairen, vrijwilligers voornamelijk afkomstig van het Regiment Speciale Troepen en het Korps Commandotroepen. Zij stonden onder leiding van Luitenant-kolonel M.P.A. den Ouden, die later de Militaire Willems-Orde zou krijgen. Bij aankomst bleek dat de Chinezen een tegenoffensief waren begonnen. Het NDVN werd ingedeeld bij 38 U.S. Infantry Regiment “Rock of the Marne” van 2 US Infantry Division “Indianhead”, en vertrok eind december 1950 naar het front. Ze werd ingezet om de Amerikaanse terugtocht te dekken, en werd op 2 januari 1951 verplaatst naar Hoeng-song. Daar werd Linzel op 12 februari 1951 tijdens de Nacht van Hoeng-song zo zwaargewond, dat er in Nederland een overlijdensbericht verscheen. Hij was echter tijdig afgevoerd. Overste Den Ouden sneuvelde, evenals zestien anderen.

### Militair Attaché
In 1968 werd kolonel Linzel militair attaché bij de Nederlandse ambassade in Jakarta. Deze functie vervulde hij totdat hij alsbrigadegeneraal in 1984 met pensioen ging.

## Carrière
| Insigne | Rang                        | Datum                 |
| ------- | --------------------------- | --------------------- |
|         | Vaandrig                    | <mei 1940             |
|         | reserve Tweede Luitenant    | 29 november 1941:p153 |
|         | reserve Eerste Luitenant    | ??                    |
|         | reserve Kapitein (titulair) | 1943:p420             |
|         | Kapitein                    | 1 mei 1946            |
|         | Majoor                      | 16 augustus 1952      |
|         | Luitenant-kolonel           | 1 mei 1958            |
|         | Kolonel                     | 1 januari 1966        |
|         | Brigadegeneraal             | >1975                 |

## Decoraties
- Officier in de Orde van Oranje-Nassau[15][16]
- Bronzen Leeuw ontvangen 12 mei 1951[15][16][17][18]
- Bronzen Kruis ontvangen 6 november 1941[15][16][17][19]
- Oorlogsherinneringskruis met 4 gespen[1][15][16][17]
- Ereteken voor Orde en Vrede met 3 gespen[15][16][17]
- Kruis voor Recht en Vrijheid met gesp[15][16][17]
- Onderscheidingsteken voor Langdurige Dienst als officier met jaarteken XXXV[15][16][17]
- Kruis voor betoonde marsvaardigheid[15][16][17]
- Koreamedaille van de Verenigde Naties (VN)[15][16][17]
- 사변종군기장 (sabyeonjong-gungijang) (Koreaanse Oorlogsmedaille) (Zuid-Korea)[17]
- Lid in de Orde van het Britse Rijk (UK) (Member of the Order of the British Empire (Military Division)), 5 september 1946[1][17]
- 1939-1945 Star (UK)[1][17]
- France and Germany Star (UK)[1][15][16][17]
- War Medal 1939-1945 (UK)[1][15][16][17]
- Defence Medal 1939-1945 (UK)[1][15][16][17]

Naast individuele onderscheidingen was Linzel gerechtigd de volgende onderdeelsonderscheidingen te dragen:
- 대한민국 대통령 부대 표창 (daehanmingug daetonglyeong budae pyochang) (Nederlands: Koreaanse Presidentiële Onderdeelsonderscheiding) (Zuid-Korea)[17][noot 2]
- Distinguished Unit Citation (VS)[17][noot 3]

## Persoonlijk
Jan Linzel trouwde in 1942 met de Engelse Olga Baines en trouwde later nog twee keer, eerst met een Nederlandse en later met een Indonesische.

### Familie
- Jan Linzel (1915-2019), zijn neef en naamgenoot was vliegenier en was ook Engelandvaarder. Hij vloog in de Fokker D21 en werd later Spitfire piloot.
- Otto Linzel (1883-1977), zijn oom en de vader van Jan Linzel (1915-2019), was architect
- Christoffer Linzel (1879-1943), een andere oom, was architect en aannemer